# Vicente Posada Reyes
Vicente Posada Reyes (1907 - 1983) là một Giám mục người Philippines của Giáo hội Công giáo Rôma. Ông nguyên là Giám mục chính tòa Giáo phận Cabanatuan trước khi qua đời. Trước khi về Cabanatuan, ông còn đảm nhiệm nhiều vai trò khác nhau như Giám mục Phụ tá Tổng giáo phận Manila và Giám mục chính tòa Giáo phận Borongan. Ông cũng là một nghị phụ tham dự đầy đủ 4 giai đoạn của Công đồng Vatican II.

## Tiểu sử
Giám mục Vicente Posada Reyes sinh ngày 24 tháng 5 năm 1907, tại San Antonio, Nueva Ecija, thuộc Philippines. Sau quá trình tu học dài hạn tại các cơ sở chủng viện theo quy định của Giáo luật, ngày 19 tháng 3 năm 1932, Phó tế Reyes tiến đến việc được truyền chức linh mục.
Sau hơn 18 năm thi hành các trách vũ của một người linh mục, ngày 12 tháng 6 năm 1950, tin tức từ Tòa Thánh loan báo việc Giáo hoàng đã xác nhận việc tuyển chọn linh mục Vicente Posada Reyes, 43 tuổi, gia nhập Giám mục đoàn Công giáo Hoàn vũ, với vị trí được bổ nhiệm là Giám mục Phụ tá Tổng giáo phận Manila và danh hiệu Giám mục Hiệu tòa Aspona. Lễ tấn phong cho tân giám mục được tổ chức sau đó vào ngày 24 tháng 8 cùng năm, với phần nghi thức được cử hành cách trọng thể bởi 3 giáo sĩ cấp cao. Chủ phong cho tân giám mục là Tổng giám mục Egidio Vagnozzi, Khâm sứ Tòa Thánh tại [hilippines. Hai vị còn lại, với vai trò phụ phong, gồm có Giám mục Rufino Jiao Santos, Giấm mục Phụ tá Manila và Giám mục Alejandro Ayson Olalia, Giám mục chính tòa Giáo phận Tuguegarao.
Hơn 10 năm nhiệm vụ Giám mục Phụ tá Manila của Giám mục Reyes chấm dứt bằng quyết định của Tòa Thánh ấn kí ngày 19 tháng 1 năm 1961, qua đó Giáo hoàng đã thuyên chuyển vị trí của Giám mục này, cụ thể chuyển ông đến Giáo phận Borongan làm Giám mục chính tòa. Trong thời gian này, ông tham dự Công đồng Vatican II, đầy đủ 4 giai đoạn, kéo dài từ năm 1962 đến năm 1965, với vai trò nghị phụ.
Nhiệm sở của Giám mục này vẫn chưa ổn định, một lần nữa, Tòa Thánh quyết định thuyên chuyển Giám mục Vicente Posada Reyes đến nhiệm sở mới, đến Giáo phận Cabanatuan, với phẩm trật tương đương, Giám mục chính tòa. Quyết định trên được các phương tiện truyền thông Tòa Thánh công bố rộng rãi vào ngày 8 tháng 8 năm 1967.
Sau hơn 15 năm coi sóc Cabanatuan, Giám mục Reyes xin từ nhiệm vì lí do tuổi tác theo Giáo luật, và được Tòa Thánh chấp thuận vào ngày 7 tháng 4 năm 1983. Không lâu sau khi từ nhiệm, Giám mục Reyes qua đời, ngày 30 tháng 4 cùng năm hưởng thọ 76 tuổi.